# 20 Let Oktiabria
20 Let Oktiabria (ros. 20 Лет Октября) – chutor w zachodniej Rosji, w sielsowiecie iwanczikowskim rejonu lgowskiego w obwodzie kurskim.

## Geografia
Miejscowość położona jest 4 km od centrum administracyjnego sielsowietu (Iwanczikowo), 8 km na północny wschód od centrum administracyjnego rejonu (Lgow), 57 km na zachód od Kurska, 10 km od drogi regionalnego znaczenia 38K-017 (Kursk – Lgow – Rylsk – granica z Ukrainą) – część trasy europejskiej E38.
W chutorze znajduje się 11 posesji.
Klimat
Miejscowość, jak i cały rejon, znajduje się w strefie klimatu kontynentalnego z łagodnym ciepłym latem i równomiernie rozłożonymi opadami rocznymi (Dfb w klasyfikacji klimatów Köppena).

## Demografia
W 2010 r. chutor zamieszkiwały 2 osoby.